# ドレッサー
『ドレッサー』（The Dresser）は、ロナルド・ハーウッドの1980年のイギリスの舞台劇およびそれを原作とする1983年のイギリスのドラマ映画。原作舞台劇は1980年にイギリスで初演され、その後ブロードウェイでも上演されている。

## ストーリー
年老いたシェイクスピア俳優と、長年彼に仕える付き人が繰り広げる葛藤劇を息詰まるタッチで描く。

## キャスト
- 座長: アルバート・フィニー - サーの称号を持つ名優。
- ノーマン: トム・コートネイ - 座長に16年仕えている付き人。女性的。
- オクセンビー: エドワード・フォックス - 劇団の俳優。座長に対して否定的。
- 座長夫人: ゼナ・ウォーカー（英語版） - 劇団の女優。
- マッジ: アイリーン・アトキンス - 舞台監督。座長とは20年の付き合い。

## 作品の評価

### 映画批評家によるレビュー
Rotten Tomatoesによれば、15件の評論の全てが高評価で、平均点は10点満点中8点となっている。

### 受賞歴
| 映画祭・賞           | 部門                    | 候補                 | 結果       | 備考                                                     |
| -------------------- | ----------------------- | -------------------- | ---------- | -------------------------------------------------------- |
| アカデミー賞         | 作品賞                  |                      | ノミネート |                                                          |
| アカデミー賞         | 監督賞                  | ピーター・イエーツ   | ノミネート |                                                          |
| アカデミー賞         | 脚色賞                  | ロナルド・ハーウッド | ノミネート |                                                          |
| アカデミー賞         | 主演男優賞              | トム・コートネイ     | ノミネート |                                                          |
| アカデミー賞         | 主演男優賞              | アルバート・フィニー | ノミネート |                                                          |
| ゴールデングローブ賞 | 監督賞                  | ピーター・イエーツ   | ノミネート |                                                          |
| ゴールデングローブ賞 | 脚本賞                  | ロナルド・ハーウッド | ノミネート |                                                          |
| ゴールデングローブ賞 | 主演男優賞 (ドラマ部門) | トム・コートネイ     | 受賞       | 『テンダー・マーシー』のロバート・デュヴァルとの同時受賞 |
| ゴールデングローブ賞 | 主演男優賞 (ドラマ部門) | アルバート・フィニー | ノミネート |                                                          |
| ゴールデングローブ賞 | 外国語映画賞            |                      | ノミネート |                                                          |
| ベルリン国際映画祭   | 金熊賞                  |                      | ノミネート |                                                          |
| ベルリン国際映画祭   | 銀熊賞 (男優賞)         | アルバート・フィニー | 受賞       |                                                          |

### 後の作品への影響
2015年1月、座長役にアンソニー・ホプキンス、付き人ノーマン役にイアン・マッケランを起用したテレビ映画の制作が発表された。

## 日本語訳
- 『ドレッサー』松岡和子訳 劇書房 1988